# Scopula coniargyris
Scopula coniargyris är en fjärilsart som beskrevs av Louis Beethoven Prout 1932. Scopula coniargyris ingår i släktet Scopula och familjen mätare. Inga underarter finns listade.